# Les Dessous de Palm Beach
Les Dessous de Palm Beach (Silk Stalkings) est une série télévisée américaine en 176 épisodes de 44 minutes, créée par Stephen J. Cannell et diffusée entre le 7 novembre 1991 et le 27 mai 1993 sur le réseau CBS puis entre le 26 septembre 1993 et le 18 avril 1999 sur la chaîne USA Network.
En France, la série a été diffusée à partir de 1993 sur TF1 puis rediffusée sur Téva et TMC, depuis le 2 avril 2012 sur Paris Première et à partir du 13 décembre 2012 sur HD1.

## Synopsis
Cette série met en scène les enquêtes d'un couple de policiers, duo d'enquêteurs enquêtant sur les crimes les plus sordides dans les milieux huppés de Palm Beach en Floride. Des crimes liés en général au sexe, à l'argent et au pouvoir.

## Distribution
- Rob Estes (VF : Maurice Decoster) : Sergent Chris Lorenzo (1991-1995)
- Mitzi Kapture (VF : Emmanuèle Bondeville) : Sergent Rita Lee Lance (1991-1995)
- Ben Vereen (VF : Med Hondo) : Capitaine Hutchinson (1991-1993)
- Charlie Brill (VF : Jean-Luc Kayser) : Capitaine Harry Lipschitz (1993-1999)
- Nick Kokotakis (VF : François Leccia) : Détective Michael Price (1995-1996)
- Tyler Layton (VF : Micky Sébastian) : Détective Holly Rawlins (1995-1996)
- Chris Potter (VF : Jean-Pierre Michaël) : Sergent Tom Ryan (1996-1999)
- Janet Gunn (VF : Céline Monsarrat) : Sergent Cassandra « Cassy » St. John (1996-1999)
- Mitzi McCall : Frannie Lipschitz

## Épisodes

### Première saison (1991-1992)
1. Mission traquenard (Pilot)
2. Direction Babylone (Going to Babylon)
3. Chantage à la vidéo (S.O.B.)
4. La Rançon de l'amour (In the Name of Love)
5. Linge très sale (Dirty Laundry)
6. Recherche femme désespérément (Men Seeking Women)
7. Piscines fatales (Hard Copy)
8. Duel de femmes (Curtain Call)
9. Frères de sang (The Brotherhood)
10. Coupés au rasoir (Blo-Dri)
11. Soins intensifs (Intensive Care)
12. Meurtre à la batte (Squeeze Play)
13. Radio provocation (Shock Jock)
14. Témoin de tout repos (Witness)
15. Infidélités mortelles (Domestic Agenda)
16. Le Requin du casino (Lady Luck)
17. Le Carrousel de la mort (The Sock Drawer)
18. La Police des polices (Internal Affairs)
19. L'Amour en jugement (Working Girl)
20. De la poudre et des balles (Powder Burn)

### Deuxième saison (1992-1993)
1. Silence, on tue (Baser Instincts)
2. Goodbye Charlie (Good Time Charlie)
3. Charité mal ordonnée (Social Call)
4. Du sang sur le trottoir (Wild Card)
5. L'Amour à mort (In Too Deep)
6. Frères d'armes (Bad Blood)
7. Lady Diam (Hot Rocks)
8. Le Scorpion (Scorpio Lover)
9. Jeu, set et meurtre (Love-15)
10. Beauté fatale (The Queen Is Dead)
11. Les Clichés explosifs (Irreconcilable Differences)
12. Faites de beaux cauchemars (Jasmine)
13. Homicides et belles dentelles (Crush)
14. Les Voix de la nuit (Was It Good For You Too ?)
15. Tours de force (Dead Weight)
16. Chantage sur l'oreiller (Kid Stuff)
17. Jeux nocturnes (Night Games)
18. Mannequins à vendre (Meat Market)
19. L'Anniversaire fatal (Giant Steps)
20. L'Institut du septième ciel (Soul Kiss)
21. Piège à flic (Look the Other Way)
22. La Mauvaise Étoile (Star Signs)
23. Téléphone rose (Voices)
24. Crimes d'amour (Crime of Love)

### Troisième saison (1993-1994)
1. Ultime Vengeance (Team Spirit)
2. Un alibi de charme (The Perfect Alibi)
3. Protection très rapprochée (To Serve and Protect)
4. Les Revers de l'amour (Tough Love)
5. Erreurs de jeunesse (Sex, Lies and Yellow Tape)
6. Vengeance au féminin (Schemes Like Old Times)
7. L'amour ne meurt jamais (Love Never Dies)
8. Père et impair (Daddy Dearest)
9. Chris mène la danse (Ladies Night Out)
10. La fête est finie (The Party's Over)
11. Un flic à la dérive (Killer Cop)
12. Le dernier combat (T.K.O.)
13. Le baiser de Judas (Judas Kiss)
14. Photos mortelles (Love Bandit)
15. Carnet rose (Whore Wars)
16. Amours interdites (The Scarlet Shadow)
17. L'école est finie (Head N' Tail)
18. Confidences sur canapé (Freudian Slip)
19. Les Dessous d'une campagne (The Last Campaign)
20. Pin-up à la une (The Deep End)
21. Un amour de belle-mère (Mother Love)
22. Un étrange amour (Dark Heart)

### Quatrième saison (1994-1995)
1. Obsession meurtrière - 1re partie (Natural Selection)
2. Obsession meurtrière - 2e partie (Natural Selection)
3. Témoin clé (Reluctant Witness)
4. Employée à tout faire (Maid Service)
5. Carrie et Jessie (Carrie & Jessie)
6. La Haine en héritage (Where's There's a Will...)
7. Mise à l'épreuve (Red Flag)
8. Les Ombres du passé (Ask the Dust)
9. Â boue... de souffle (The Mud-Queen Murders)
10. Fausse Note (School of Hard Rocks)
11. Liaison dangereuse (Time Share)
12. La justice selon Dibarto (Vengeance)
13. Passé imparfait (Ghosts of the Past)
14. Pas de deux (Pas De Deux)
15. Si jeunesse savait (Mrs. Carlisle)
16. Affaire de famille (Brother's Keeper)
17. Un vieil ami (Champagne on Ice)
18. Terreur au bout de fil (Know What Scares You)
19. Harcèlement (New Blood)
20. Prix du verdict (Community Service)
21. Madame le sénateur (Cadillac Jack)
22. Trafic d'armes (Into the Fire)

### Cinquième saison (1995-1996)
1. Pas si rose que ça (Pulp Addiction)
2. Pleins feux sur Top Model (The Lonely Hunter)
3. Douce Punition (Sweet Punishment)
4. Un doigt de chantage (Friendly Persuasion)
5. Mésaventure amoureuse (Family Affairs)
6. Le Prix de l'amour (Tricks of the Trade)
7. Temps mort (Kill Shot)
8. Partenaires de cœur 1re partie (Partners)
9. Partenaires de cœur 2e partie (Partners)
10. Panier trop percé (Glory Days)
11. Mariage à la une (Death Do Us Part)
12. Baiser d'adieu (The Last Kiss Goodnight)
13. Un trop long sommeil (Dead Asleep)
14. Dites-le avec des fleurs (Sudden Death)
15. Guerres intimes (Uncivil Wars)
16. Pour le meilleur et pour le pire (Black and Blue)
17. Coup de théâtre (Exit Dying)
18. Proies faciles (Prey of the Fox)
19. Thérapie de groupe (Playing Doctor)
20. Un fils de bonne famille (Family Values)
21. Justin et Rebecca (Private Dancer)
22. Une femme fatale (Body Electric)

### Sixième saison (1996-1997)
1. Pilote d'essai (Runway Strip)
2. Crime sans partage (Compulsion)
3. Vice de procédure (Divorce, Palm Beach Style)
4. Piège de soie (When She Was Bad)
5. Presse à scandale (Pre-Judgement Day)
6. Présumé coupable (Loyalty)
7. Secrets de star (Talk Dirty to Me)
8. Le Chéri de ces dames (Services Rendered)
9. Les maîtres chanteurs (Partners in Crime)
10. Chirurgie inesthétique (Elective Surgery)
11. La musique adoucit le meurtre (Appearances)
12. Dangereuse prière (Blue Collars)
13. Femme de foot (Peak Experience)
14. Une nounou en enfer (The Babysitter)
15. Gymnastique interdite (Pumped Up)
16. Surfer n'est pas tuer (Callme@murder.com)
17. Dix millions pour un dragon (Exit the Dragon)
18. L'Héritage de la haine (Pink Elephants)
19. La Loi du parrain (The Weeks of the Condor)
20. Soif de sang (I Love the Nightlife)
21. Atterrissage forcé (The Rock)
22. Veuves noires (Pretty in Black)

### Septième saison (1997-1998)
1. Le Jeteur de sorts (Silent Witness)
2. Propos travestis (Ladies Man)
3. De vilains petits secrets (Dirty Little Secret)
4. Prémonition (A Question of Faith)
5. Un parfum de crime (Fevers)
6. Lune de miel tragique (Guilt by Association)
7. Le perroquet qui en savait trop (Night of the Parrot)
8. Illusion fatale (Air-Tight Alibi)
9. Un accident étrange (Family Affair)
10. 24 heures de sursis (Child's Play)
11. Une sale enquête (The Wedge)
12. La Pêche au trésor (Pirates of Palm Beach)
13. Les Dents de l'océan (Slip-Up)
14. La Peur au ventre (Rage)
15. Les Beautés du diable (Teacher's Pet)
16. Le Dernier de la liste (Sea of Love)
17. Aux frontières de l'irréel (Total Eclipse)
18. Deux Flics à Palm Beach (Three Ring Circus)
19. Pénitencier de femmes (The Party)
20. L'Apprenti détective (Ramone P.I.)
21. Chantage au plaisir (Escorting Disaster)
22. Un mauvais génie (Genius)

### Huitième saison (1998-1999)
1. Un petit meurtre et puis s'en vont (Do You Believe in Magic ?)
2. Dernière Édition (If the Shoe Fits)
3. Eaux troubles (Passion and the Palm Beach Detectives)
4. Ce n'est pas du cinéma (All the World's a Stage)
5. Esprit d'équipe (Forever)
6. Au corps à cœur (Hidden Agenda)
7. Contrôle fiscal et radical (Sins of the Mother)
8. Mort à petite dose (Fear and Loathing in Palm Beach)
9. Un parfait gentleman (The Loneliest Number)
10. Un corps en fuite (Dead Again... and Again)
11. Meurtre à retardement (Behind the Music)
12. Pour l'amour de l'art (Honor Among Thieves)
13. Secrets d'alcôve (Strange Bedfellows)
14. Halloween folies (It's the Great Pupkin, Harry)
15. Mauvais Œil (Killer App)
16. Entrez dans la danse (Dance Fever)
17. De l'huile sur le feu (Cook's Tour)
18. Déjà vu (Where and When)
19. Chapeau melon et masques de cuir (A Clockwork Florida Orange)
20. Les Magiciens du rêve (Dream Weavers)
21. Le Fin Mot de l'énigme première partie (Noir)
22. Le fin mot de l'énigme deuxième partie (Noir)

## Commentaires
Cette série a été produite conjointement par deux chaînes concurrentes : CBS et USA Network.
Trois couples d'inspecteurs se sont succédé dans la série. En 1996, quand Rob Estes et Mitzi Kapture quittèrent tous deux la série, après quatre saisons, on fit appel à un nouveau duo qui ne parvint pas à séduire, composé de Nick Kokotakis et Tyler Layton. Un nouveau duo fit alors son apparition, et la série survécut quatre saisons de plus. Le nouveau duo était composé de Chris Potter, qui a également participé à la série Kung Fu, la légende continue (revival de la série originelle, toujours avec David Carradine), dans le rôle du sergent Tom Ryan, et la blonde Janet Gunn, dans le rôle du sergent Cassandra « Cassy » St-John. Pour épauler ce nouveau duo, un personnage vit son importance ne cesser de grandir, le capitaine Harry Lipschitz, poussé par l’interprétation délirante de son interprète, Charlie Brill, qui joue un capitaine de police atypique, marié à un tyran domestique appelé Franie. Grâce à ce personnage, la série se métamorphosa et tourna à la franche comédie. On revit par la suite Charlie Brill dans un épisode de Sliders lui étant entièrement consacré, où son personnage s’appelait également Lipschitz…
La série se distingue des autres séries policières par ses choix esthétiques : la marque de fabrique de la série était les tenues improbables portées par ses inspecteurs : des costumes ou tailleurs très colorés, aux couleurs très voyantes. De plus, les héros se déplaçaient en coupés sport ou autres voitures de luxe. 
Les Dessous de Palm Beach appartient à ce courant de séries policières ou dramatiques se déroulant dans un lieu propice à faire rêver, aux charmes touristiques certains qu'on nous présente à longueur de temps. On pourrait citer ici, comme séries appartenant à ce courant, Pacific Blue, Deux flics à Miami, Magnum, ou encore Hawaï police d'État.

## DVD
En Zone 2 chez Elephant Films :
- Coffret Volume 1 comprenant les saisons 1 à 4 en version intégrale. Audio français et anglais. Sortie le 31 mai 2023.
- Coffret Volume 2 comprenant les saisons 5 à 8 en version intégrale. Audio français et anglais. Sortie fin 2023.

En Zone 1 chez Starz / Anchor Bay :
- La saison 1 est sortie en coffret 6 DVD le 28 septembre 2004 uniquement en version originale non sous-titrée avec en suppléments des interviews des deux acteurs principaux et celui de Stephen J. Cannell et une featurette des retrouvailles de Ben Vereen et Stephen J. Cannell [2].
- La saison 2 est sortie en coffret 6 DVD le 22 mars 2005 toujours avec les mêmes spécifications techniques. En suppléments des interviews de Stephen J. Cannell et Mike Post, bonus DVDROM, Les dessous de Palm Beach (Extraits en français et espagnol) et une galerie photos [3].
- La saison 3 est sortie en coffret 6 DVD le 26 juillet 2005 sans suppléments [4].
- La saison 4 est sortie en coffret 3 DVD le 3 janvier 2006 comme la saison 3 [5].
- La saison 5 est sortie en coffret 3 DVD le 5 septembre 2006 avec les mêmes spécifications que la saison 4 [6].

En Zone 1 chez Mill Creek Entertainment :
- Les saisons 6, 7 et 8 sont sorties dans un coffret 12 DVD le 22 octobre 2013 sans suppléments et sans sous-titres [7].